# Mark Reynolds (velista)
Mark Reynolds (San Diego, 2 novembre 1955) è un ex velista statunitense.

## Palmarès

### Olimpiadi
- 3 medaglie:
  - 2 ori (Barcellona 1992 nella classe Star; Sydney 2000 nella classe Star)
  - 1 argento (Seul 1988 nella classe Star)

### Mondiali
- 7 medaglie:
  - 2 ori (Laredo 1995 nella classe Star; Annapolis 2000 nella classe Star)
  - 3 argenti (Buenos Aires 1988 nella classe Star; Rio de Janeiro 1996 nella classe Star; Laredo 1997 nella classe Star)
  - 3 bronzi (Cannes 1991 nella classe Star; Punta Ala 1999 nella classe Star; San Diego 2013 nella classe Star)

### Giochi panamericani
- 1 medaglia:
  - 1 oro (Porto Rico 1979 nella classe Snipe)